# Maison Van Averbeke
La maison Van Averbeke (en néerlandais : Huis ou Architectenwoning Van Averbeke) est un immeuble de style Art nouveau réalisé par Émile Van Averbeke en 1907 et situé à Anvers en région flamande (Belgique).

## Situation
Cette maison se situe à Anvers au sud du quartier Zurenborg au no 24 de la Cobdenstraat.

## Historique
La maison a été construite en 1907 par l'architecte Émile Van Averbeke pour son usage personnel et celui de son épouse Florence Tondeur. L'immeuble de style Art nouveau est classé et repris sur la liste des monuments historiques d'Anvers/Haringrode depuis le 3 avril 1995.

## Description
La façade de l'immeuble possède trois niveaux (deux étages) et deux travées asymétriques aux étages. Le rez-de-chaussée est bâti en pierre bleue alors que les étages sont construits en brique beige de Silésie. Les baies sont rectangulaires à l'exception de la grande baie du premier étage (travée de droite) qui forme un arc en plein cintre. Elles sont ornées de petits bois. Deux pilastres bordent les étages de la travée de droite. Chaque pilastre est composé de trois lignes verticales de briques ponctuées dans la ligne centrale creuse de carrés en pierre calcaire et jouant sur les volumes pour se terminer par des chapiteaux décorés de sobres motifs Art nouveau géométriques (lignes, cercles). Deux balcons en ferronnerie aux lignes géométriques devancent les baies des étages de la travée de droite. Sur la travée de gauche, la haute et étroite baie du premier étage est surmontée par une peinture représentant dans un médaillon une tête de jeune femme portant serre-tête et collier.

## Galerie

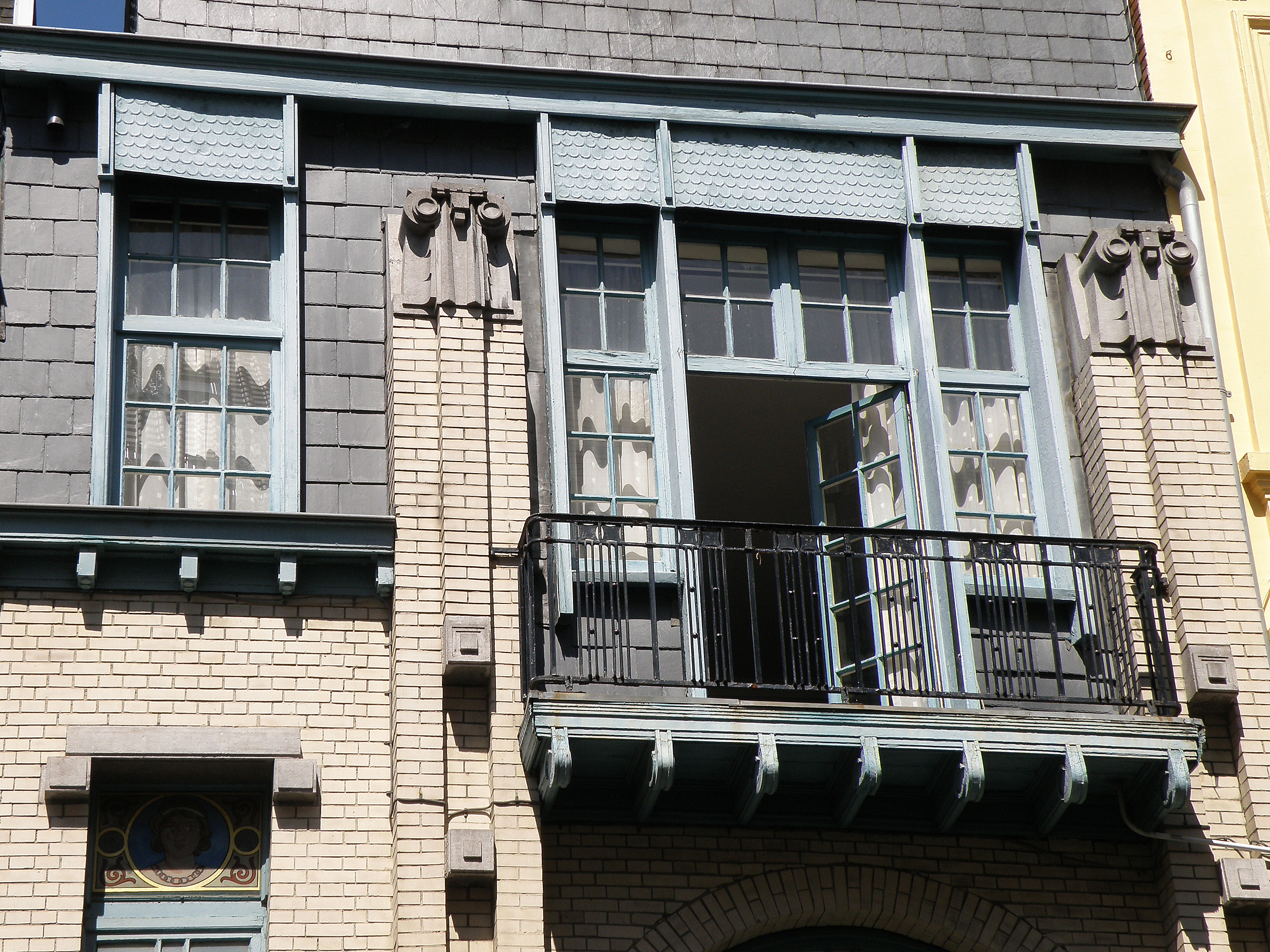
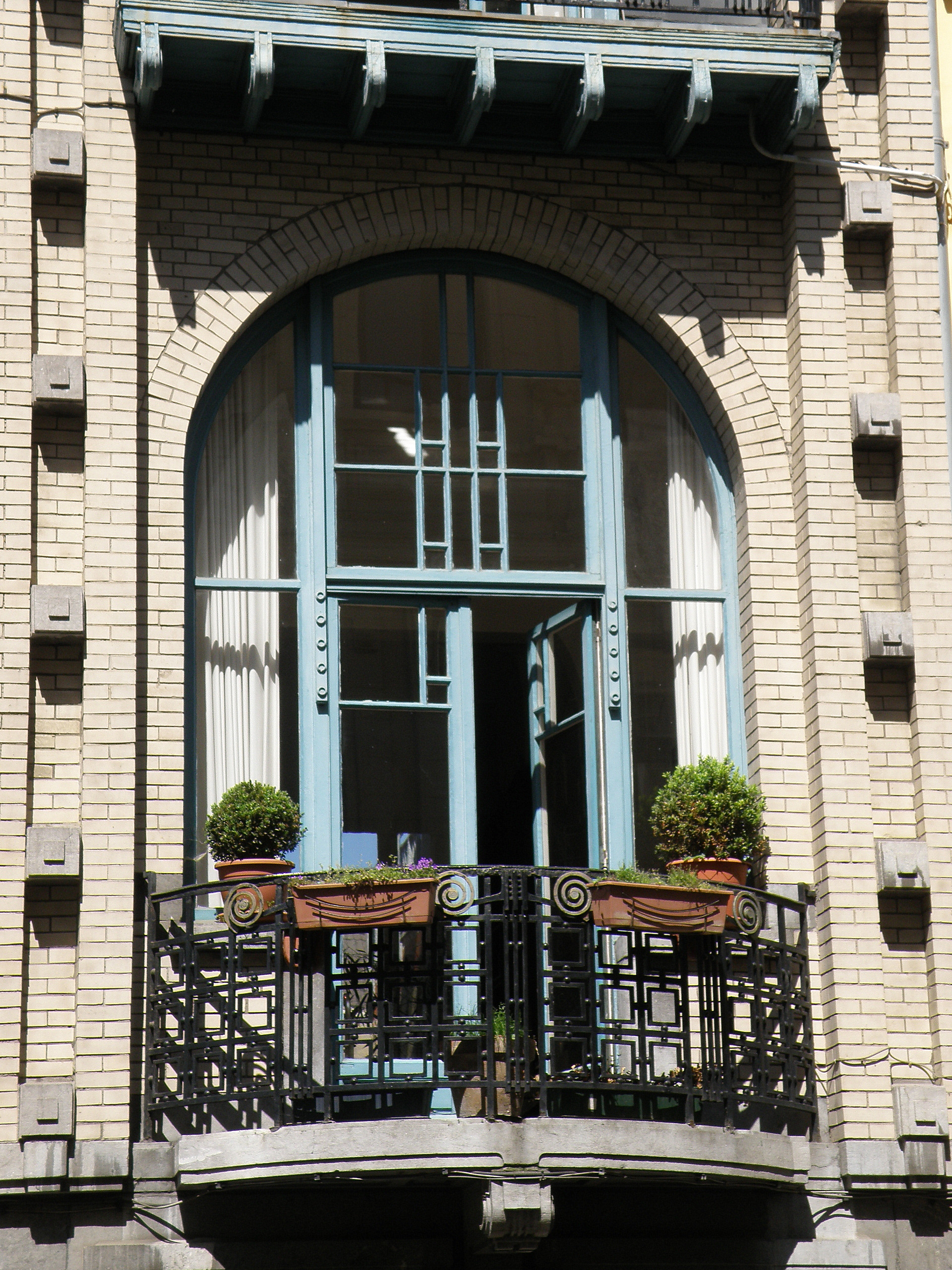
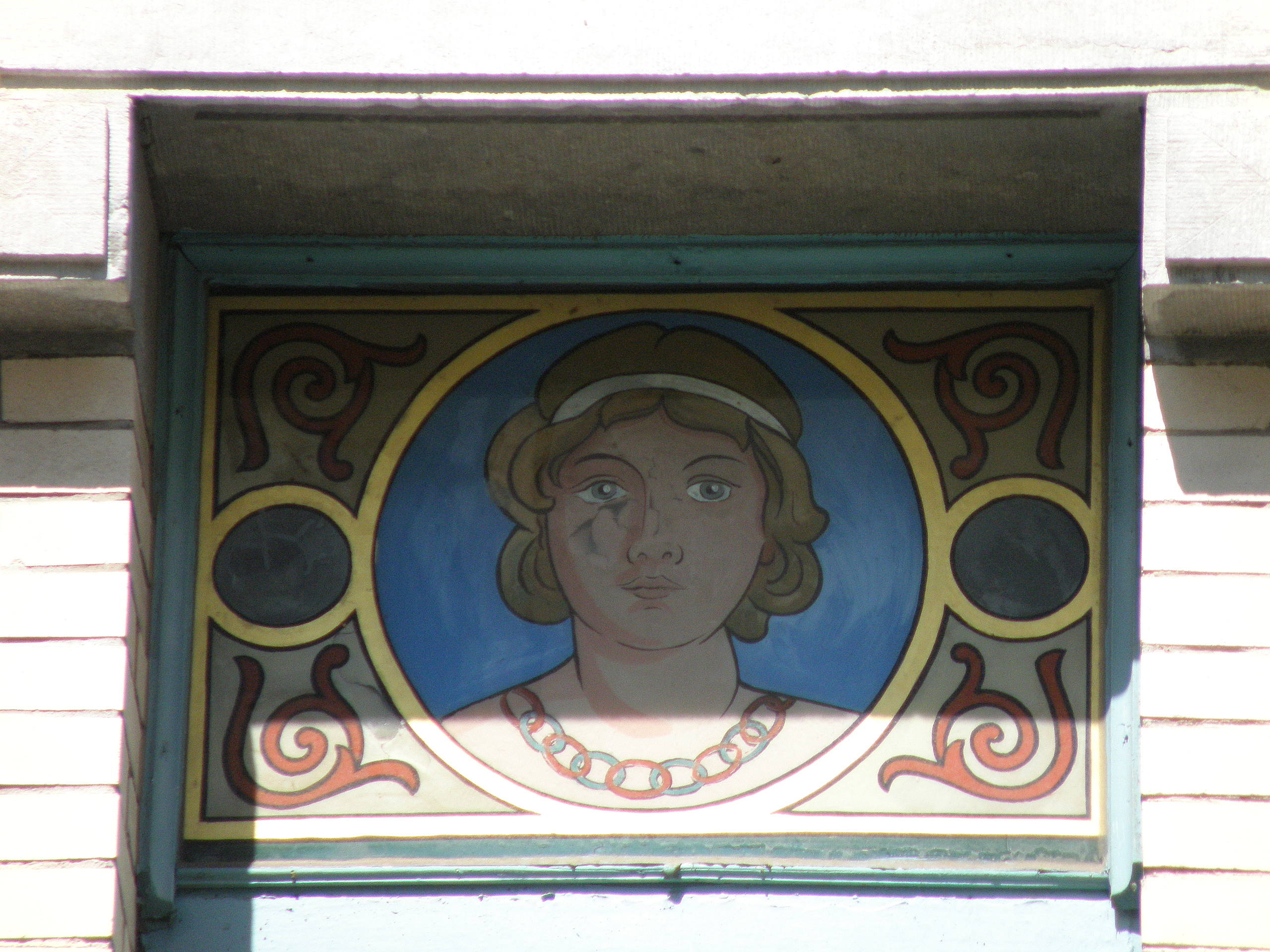

## Source
- (nl) https://inventaris.onroerenderfgoed.be/erfgoedobjecten/6636